# TV Farol
TV Farol é uma emissora de televisão brasileira sediada em Maceió, capital do estado de Alagoas. Opera no canal 16 (17 UHF digital) e é afiliada à TV Feliz. Pertence ao Grupo Farol de Comunicação, de propriedade do ex-deputado alagoano João Caldas.

## História

### TV Novo Tempo (2009-2014)
No dia 13 de julho de 2009, a TV Novo Tempo firmou uma parceria com a futura TV Farol, que seria inaugurada no dia 20 de novembro. Até 2013, emissora servia apenas para retransmissão da programação da rede, quando passou a investir em programação local, tanto própria, quanto independente. Mas após alguns meses, diminuiu a grade local, voltando a servir como uma mera retransmissora da Novo Tempo.

### TV Cultura (2014-2016)
Durante a tarde do dia 17 de dezembro de 2014, a TV Farol deixou a TV Novo Tempo, e passou a retransmitir a programação da TV Cultura. Com a mudança de afiliação, a emissora muda seu logotipo para se adequar à nova rede. Porém, no dia 29 de dezembro, volta a retransmitir a TV Novo Tempo. Segundo a própria TV Cultura, a emissora alagoana estava apenas realizando testes para a implantação de seu sinal digital. Na manhã do dia 7 de janeiro de 2015, a TV Cultura volta a ser retransmitida, em definitivo pela TV Farol.
No dia 24 de janeiro, a emissora fez sua primeira grande cobertura, transmitindo, com exclusividade, o penúltimo dia do festival "Maceió Verão 2015", que nesta edição comemorou os 200 anos da capital alagoana. O evento foi exibido ao vivo durante a programação da emissora. O último dia do festival, ocorrido no dia 31, também foi transmitido ao vivo. No mês de abril, a emissora estreou suas versões locais do Jornal da Cultura e do Roda Viva. A produção dos jornalísticos foi interrompida após três meses, devido aos atrasos nos pagamentos dos salários dos funcionários, voltando a apenas retransmitir a programação da rede.

### Rede Mundial (2016-2024)
No dia 23 de março de 2016, sem aviso prévio, a TV Farol passou a retransmitir a programação da Igreja Mundial do Poder de Deus, se afiliando à Rede Mundial, que realizou os primeiros pagamentos adiantados.

## Sinal digital
| Canal virtual | Canal digital | Resolução de tela | Programação                                  |
| ------------- | ------------- | ----------------- | -------------------------------------------- |
| 16.1          | 17 UHF        | 1080i             | Programação principal da TV Farol / TV Feliz |

Transição para o sinal digital
Com base no decreto federal de transição das emissoras de TV brasileiras do sinal analógico para o digital, a TV Farol, bem como as outras emissoras de Maceió, cessou suas transmissões pelo canal 16 UHF em 3 de junho de 2018, seguindo o cronograma oficial da ANATEL.

## Programas
Desde sua inauguração, a emissora apenas retransmitia o sinal da TV Novo Tempo, quando, no ano de 2013, lançou sua primeira produção local, o Segurança em Debate, apresentado pelo consultor de segurança Fabio Esperon, e consistia em debates sobra a segurança geral. Também nesta primeira fase, a emissora procurava preencher seus horários locais com produções independentes, como a revista eletrônica Beira Mar, além de exibir matérias jornalísticas relacionadas a eventos evangélicos. Porém, com o passar do tempo, a TV Farol diminuiu sua grade local.
Nos primeiros dias de afiliação com a TV Cultura, no final de 2014, a emissora veiculou o boletim jornalístico Edição Experimental, apresentado por Mauro Wedekin. Em abril de 2015, a emissora anunciou o lançamento das versões locais de dois jornalísticos da Cultura: o Jornal da Cultura, exibido nas edições da manhã (apresentada por Arnaldo Ferreira) e da noite (apresentada por Mauro Wedekin), e o Roda Viva. Mas devido aos atrasos no pagamento dos funcionários, a produção dos programas só durou três meses. Após isso, a TV Farol não investiu mais em programação local, se restringindo apenas à retransmissão de rede.